# Elvira Aguirre Acosta
Celia Elvira Aguirre Acosta (Ciudad de México, 27 de febrero de 1954) más conocida como Elvira Aguirre, es una bióloga mexicana, especializada en micología.

## Trayectoria
Obtuvo los títulos de licenciatura y maestría por la Facultad de Ciencias de la UNAM. Desde 1976 forma parte de la plantilla académica del Instituto de Biología de la UNAM como técnica académica en la Colección Nacional de Hongos del Herbario Nacional, de la cual es la curadora técnica.
Su labor docente se ha desarrollado en la Facultad de Ciencias, en donde ha sido profesora desde 1975 hasta 2025. Además, desde 1976 es socia activa de la Sociedad Mexicana de Micología.  
Ha descrito un género y 4 especies nuevas de hongos para la ciencia.
Es coautora del libro Illustrated Generic Names of Fungi. Etymology, Descriptions, Classifications, and References. Featuring More Than 1,000 Original Watercolors, editado en 2020. Además participó en la elaboración del recetario Los Hongos en la Cocina Mexicana, el cual desde su publicación en 1977 y hasta 2015, ha tenido 4 ediciones revisadas. Fue autora invitada en la Revista Arqueología Mexicana y ha sido entrevistada en programas de televisión nacionales e internacionales.

## Premios y reconocimientos
Durante su trayectoria académica ha recibido diversos reconocimientos y premios a nivel nacional, entre los que se encuentran:
- Reconocimiento a labor y trayectoria en la Micología, otorgado por la Sociedad Mexicana de Micología, dentro del Simposio “Mujeres en la Micología Mexicana”, CDMX, marzo de 2008
- En 2023 se nombró en su honor una nueva especie de hongo: Aureoboletus elvirae[12]
- Reconocimiento Sor Juna Inés de la Cruz, otorgado por la UNAM en marzo de 2024.[13]